# 远近问题
远近问题是指在无线通信中，在系统繁忙的时候，由于移动台（英語：mobile station）要加大发射功率以获得可用的服务连接，因而导致远处移动台失去联系，基地台（英語：base station）的有效覆盖半径缩小的效应。也称呼吸效应。

## 技术解释
假设有两个移动台：远移动台，近移动台。如果两移动台以同样的发射功率进行传输（与基地台），根据平方反比定律，基地台收到的近移动台的功率必然大于远移动台。同时由于在CDMA系统中，甲移动台的信号对乙移动台来说是就是噪声
则基地台收到的远移动台的信噪比远远小于近移动台，相形这下的结果就是：与远移动台的通信将会变得困难，或者说根本不可能。如果近移动台的信噪比比远移动台的信噪比大到一定门限，此时远移动台就与基地台失去联系。如果远移动台想要保持与基地台的通信，势必要加大发射功率，这样的情况下近移动台的信噪比就会下降，为了能通信，近移动台会加大发射功率，周而复始，唯一的结果是只有近移动台能与基地台通信。简而言之，远近问题就是过滤掉弱信号质量通信的过程。远近问题在CDMA系统中会变得特别突出，因为CDMA系统是在相同频率，相同时隙上进行通信。
相对言，FDMA，TDMA则会不明显得多。
在CDMA系统和类似系统中，远近问题通常是靠动态调整移动台的输出功率来获得解决。在这种解决方案中，近移动台使用较低发射功率，以使得所有移动强收到的信噪比相同（或相差不大）。同时要注意的是这种方案对移动台的电池续航时间有非常大的影响，近移动台续航时间长，远移动台续航时间短。然而，近移动台可能会加大发射功率，使得远移动台同样加大发射功率，其它的移动台也要加大发射功率，如此一来，终将使得远移动台不能维持一个可用的信噪比而被系统摒弃。这一原理同样可以解释为什么在负载低的时候系统不再良好，而在高负载情况下，系统性能则下降得很快，甚至不可用。

## 类比解释
完全可用生活的例子来解释这个问题。想像一下你和你的朋友在10米的開放距離讲话，如果你们两人都很安静，在一个空的房间中，你们能用很轻微的声音沟通，而且彼此听得很清楚。但如果在一个嘈杂的酒吧里，可能你很难听清正常音量的声音，此时你加大嗓门，這樣子别人或许會听见你的聲音，但如果人人都想讓遠方的朋友听见自己的話而加大嗓门，则最终结果将是：你只能听清你身边的人在說甚麼。（当然，人类比移动台和基地台聪明，会用另一种技术过滤掉自己不想听的声音）。
让我们再回到无线通信，简单来讲，远移动台不能简单地靠加大发射功率而妄想与基地台保持通信。